# ステルヴィオ
ステルヴィオ（イタリア語: Stelvio ; ドイツ語: Stilfs シュティルフス）は、イタリア共和国トレンティーノ＝アルト・アディジェ州ボルツァーノ自治県にある、人口約1,200人の基礎自治体（コムーネ）。
ボルツァーノ自治県とソンドリオ県とを結ぶステルヴィオ峠の東側に位置する。

## 地理

### 位置・広がり

#### 隣接コムーネ
隣接するコムーネは以下の通り。括弧内のSOはソンドリオ県、CH-GRはスイス・グラウビュンデン州所属を示す。
- ボルミオ (SO)
- ラーザ
- マルテッロ
- プラート・アッロ・ステルヴィオ
- トゥブレ
- Val Müstair (CH-GR)
- ヴァルフルヴァ (SO)

## 行政

### 分離集落
ステルヴィオには、以下の分離集落（フラツィオーネ）がある。
- Stelvio Paese (sede comunale), Stelvio Masi, Gomagoi, Trafoi, Ponte Stelvio, Solda di Fuori, Solda, Passo dello Stelvio

## 住民

### 言語
| 言語集団調査（2011年） | 言語集団調査（2011年） | 言語集団調査（2011年） | 言語集団調査（2011年） | 言語集団調査（2011年） |
| ---------------------- | ---------------------- | ---------------------- | ---------------------- | ---------------------- |
|                        |                        |                        |                        |                        |
| ドイツ語               | ドイツ語               |                        | 98.46%                 | 98.46%                 |
| イタリア語             | イタリア語             |                        | 1.54%                  | 1.54%                  |
| ラディン語             | ラディン語             |                        | 0.00%                  | 0.00%                  |

2011年に行われた、住民がドイツ語・イタリア語・ラディン語のいずれの「言語集団」に属するかの調査によれば（ボルツァーノ自治県#言語集団調査参照）、住民の約98%がドイツ語話者である。

## 人物

### 著名な出身者
- ローランド・トエニ - アルペンスキー選手。
- グスタヴォ・トエニ - アルペンスキー選手。